# Palazzo Pretorio (Cividale del Friuli)
 (août 2022).
Si vous disposez d'ouvrages ou d'articles de référence ou si vous connaissez des sites web de qualité traitant du thème abordé ici, merci de compléter l'article en donnant les références utiles à sa vérifiabilité et en les liant à la section « Notes et références ».
Le Palazzo Pretorio, également connu sous le nom de Palazzo dei Provveditori Veneti (palais des provéditeurs vénitiens), est un palais de Cividale del Friuli dans la province d'Udine dans la région autonome du Frioul-Vénétie Julienne en Italie, attribué à l'architecte Andrea Palladio en 1564 et construit entre 1565 et 1615. Depuis 1990, c'est le siège du musée archéologique national de Cividale del Friuli.

## Histoire et description
Giorgio Vasari témoigne de l'existence d'un projet d'Andrea Palladio pour le Palazzo Pretorio de Cividale. L'architecte en fait une maquette et assiste à la pose de la première pierre en 1565. La volonté de la Magnifica Comunità, le Conseil civique de la ville, de construire le Palazzo Pretorio remonte à 1559, après que la république de Venise ait décidé de séparer l'ancienne capitale frioulane du reste du Frioul, en lui attribuant son propre territoire et un provéditeur ordinaire. Cependant, le début des travaux doit attendre mars 1565, date à laquelle une couverture financière est obtenue à la demande du provéditeur de l'époque Michele Bon. Le palais est construit à l'emplacement du palais patriarcal médiéval, gravement endommagé lors du violent tremblement de terre de 1511.
Quelques années après le début de la construction, les travaux s'arrêtent, puis reprennent après au moins cinq ans d'inactivité, soit en 1580. Avant cette date, seule la troisième partie orientée au nord est achevée ; la partie centrale est alors érigée. Ce n'est peut-être qu'en 1585 que le premier provéditeur commence à résider dans le bâtiment, mais pas à l'étage noble comme prévu à l'origine, mais au rez-de-chaussée dans la partie sud, c'est-à-dire vers la cathédrale, et précisément dans les quartiers réservés au chevalier. En fait, toute cette partie aurait dû abriter les différentes personnes composant la cour : le chevalier et les « bas ministres » (comme les huissiers) au rez-de-chaussée, le chancelier et le vicaire dans deux parties distinctes de l'entresol. Cette partie n'est achevée qu'en 1605 et, entre-temps, les provéditeurs doivent s'installer d'abord au rez-de-chaussée, puis à l'entresol. Ce n'est qu'après 1607, que toute la cour peut enfin vivre dans ses logements respectifs, tandis que des travaux sont encore effectués dans d'autres pièces comme le salon. Le bâtiment est totalement achevé en 1615, l'année où les écuries sont terminées. Il est probable que certaines interventions ont dû s'étendre au-delà, puisque le lieu destiné aux hôtes de passage n'est pas créé au premier étage avant 1618.

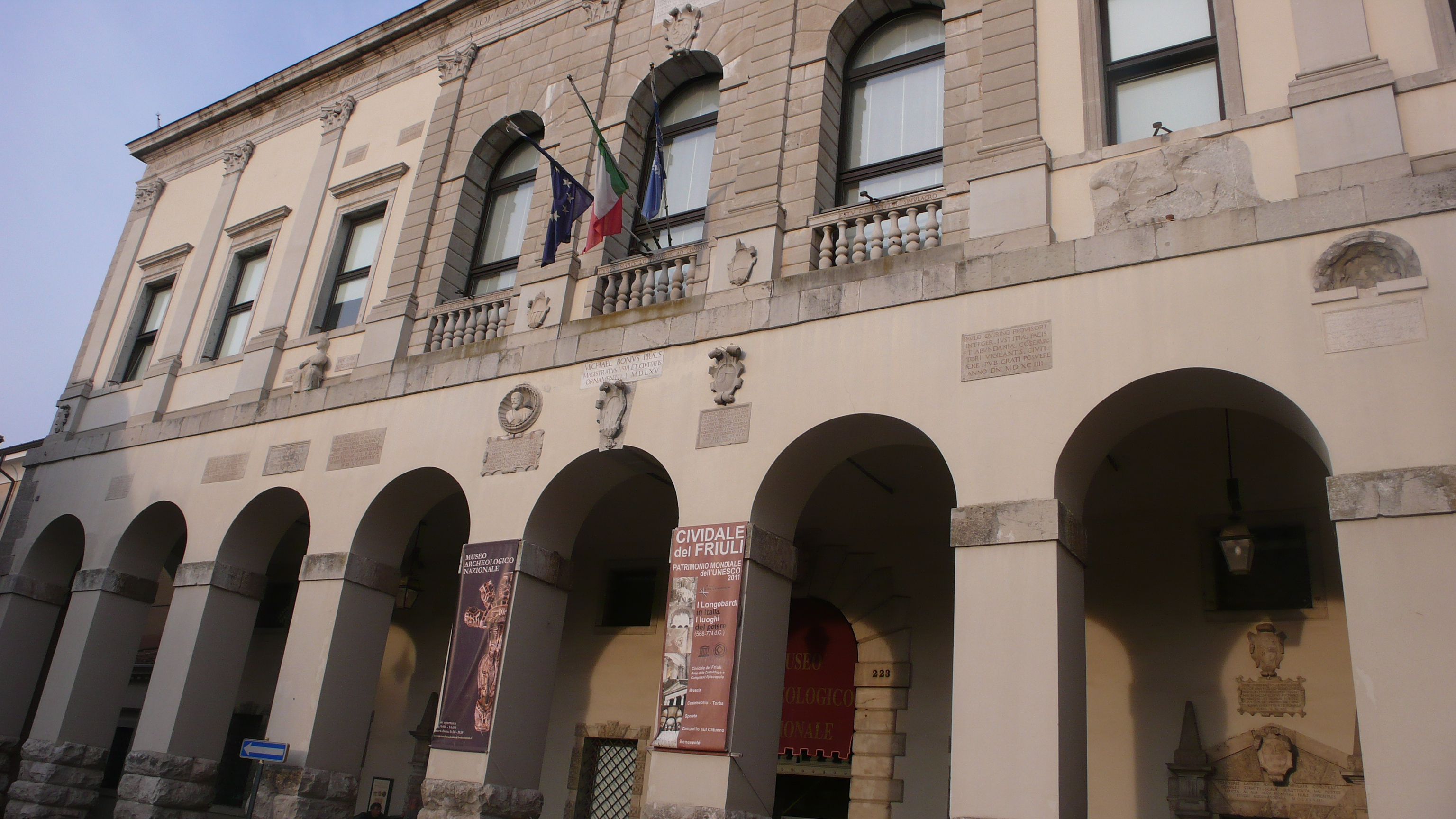
Façade principale.

Les fonctions du palais ne se limitent pas aux fonctions résidentielles, mais concernent également celles strictement liées aux fonctions prétoriennes, c'est-à-dire de « gouverneur » et de magistrat. Au premier étage (outre les appartements privés du provéditeur, un petit oratoire, les cuisines, la grande salle à manger et la maison des hôtes), se trouvent non seulement le salon, mais surtout la salle d'audience, où le provéditeur, chargé des procédures de second rang, convoque ses sujets ou reçoit ceux qui s'adressent à lui pour présenter des suppliques ou des plaintes. Au rez-de-chaussée (dans la partie nord) se trouvent la soi-disant « chambre fiscale », dans laquelle opère le chambellan nommé par la ville, puis un « scontro » payé par les autorités vénitiennes, et les prisons (une pour les hommes, une pour les femmes et une troisième plus petite). Le bâtiment abrite également l'arengo du territoire de Cividale. Enfin, annexé au palais, un bâtiment plus bas conserve les archives « publiques », c'est-à-dire de la région, constituées principalement de procès-verbaux et de jugements.
En 1779, la République décide de transférer la propriété de l'édifice à la Magnifica Comunità qui, à partir de 1796, y tient ses réunions du conseil pendant au moins trente ans. Au XIXe siècle, il devient le siège de divers offices publics et parfois, seulement partiellement, d'activités privées (maison d'édition Fulvio Giovanni, Banque Coopérative de Cividale). Enfin, il est désigné comme siège du Musée Archéologique National de Cividal.
De nombreux témoignages en pierre (bustes, blasons et épigraphes) sont présents à l'intérieur et à l'extérieur de l'édifice ; certains ont subi des destructions décidées par les pouvoirs publics ou des dommages dus à des déplacements ou des aménagements. Beaucoup sont situés dans des lieux qui ne correspondent pas à ceux d'origine, trompant certains chercheurs, polluant la critique et l'historiographie (non étayés par des recherches documentaires, mais uniquement basés sur du matériel lapidaire). Ce n'est qu'en 2011 qu'il a été possible d'esquisser l'évolution du bâtiment.
La main de Palladio est difficile à retrouver dans l'édifice, même si la base singulière des arcs du portique, avec des bossages en pierre, pourrait provenir d'études palladiennes sur les antiquités romaines de Dalmatie et plus précisément de l'amphithéâtre de Pula. Selon certains auteurs, il est possible de trouver des similitudes avec le palais Civena de Vicence. Il semble probable que l'exécution a eu lieu non seulement hors du contrôle de Palladio, mais aussi sans respect particulier pour le projet initial, dont le modèle est documenté en 1580. 
Au XIXe siècle, un balcon est supprimé, qui se situait près des trois fenêtres du salon du premier étage (qui apparaissaient désorganisées par rapport à la façade et qui interrompaient la tripartition de celle-ci, déjà soulignée par les pilastres) ; au XXe siècle, un escalier est abattu, l'arrière de la partie nord est élargi symétriquement et cette partie du toit est relevée qui jusque-là, avait paru inégale par rapport au reste, ayant une base d'appui plus étroite.